# Kevernök (Transformers)
Kevernök (angolul: Mixmaster) egy kitalált álca szereplő a Transformers univerzumában. Első megjelenése a Transformers G1-ben volt, a Szerkesztettek álcacsoport tagjaként. De feltűnik a Transformers: A bukottak bosszúja c. filmben, és a Transformers 3. videójátékában is. Egy Mack Granite mixerkocsi a járműalakja. A tartálya robotalakban négyfelé oszlik, és a két kezén helyezkedik el. Ezeket pajzsnak használja.

## Történet
Kevernök az Álcák egyik fegyverszakértője. Amikor Pusztító felépül, Kevernök alkotja az óriás robot fejét. Kettő van belőle, az egyik Pusztító feje, a másik lehet hogy nem is Kevernök.

### A Bukottak bosszúja film
A film elején egy meteorit csapódik be a Szent-Lőrinc árok fölötti egyik hajóra. Ez Romboló, megtalált egy Álcacsapatot. Ekkor Kevernök, Hosszúpofa, Dühögő, Romboló és Fémroppantó beleveti magát a tengerbe, hogy megkeressék Megatron holttestét. Csakhamar rátalálnak élettelen testére, s Romboló mellkasából előúszó rovarszerű doktor megvizsgálja a holttestet. A doktor megparancsolja az álcáknak, hogy öljék meg egyik társukat, Fémroppantót. Parancsára Kevernök és Hosszúpofa darabokra szaggatja Fémroppantót. Alkatrészeit felhasználva újjáépítik és életre keltik Megatront.
Nem sokkal később, amikor Megatron megölte Optimuszt, Kevernök felmászott a Brooklyn hídra, és leütötte róla az amerikai zászlót, nem sokkal azelőtt, hogy a Bukott kijelentette, hogy találják meg Sam Witwickyt.
Valamivel később jelen volt Egyiptomban. Ő és néhány Szerkesztett várt egy kőbányában, amikor Simmons, Leo, Szán és Sárfogó közeledett. Amikor odaértek, átépítették Pusztítót, aki megtámadta Simmonsékat. Eközben egy másik Kevernök harcolt az Autobotok ellen, ágyújával komoly károkat okozva. Hamarosan megérkezett Röptűz, aki levágta mindkét lábát. De ekkor még mindig élt, és megpróbálta megölni Röptüzet, de ő lefejezte a botjával.
Eközben Pusztító felmászott a piramisra, hogy bekapcsolja a gépet, ami elpusztítja a Napot. Simmons felszólította Wiler kapitányt, aki a Sin ágyúval szétlőtte Pusztítót.

## Kinézet
Kevernök robotalakban úgy néz ki, mint ha még csak Álca protoform lenne (olyan Transformer, aminek nincs másodlagos alakja, csak jármű üzemmódja). Egyedül karjain található tartályok, és csuklóján található kerekek különböztetik meg attól, hogy ne hasonlítson egy Álca protoformra. Lábfején két éles penge található, ami kellemetlen érzés hozzá hasonló méretű ellenségek számára, ha megpróbálna rálépni a lábára. Két vállán és kézfején található a tartály, ami robotmódban négyfelé oszlik. Ezeket pajzsnak használja. Kevernök pajzsán három szürke, és két fehér csík van. A bal kézfején található pajzsra egy „Álca jel” matrica van ragasztva. Feje hasonló Demolishoréval, csak Kevernök feje fekete színű. Hátán egy óriási ágyú található. Ha Kevernök lábán áll, az ágyú égnek áll. Ahhoz, hogy használhassa, kézre kell állnia. Így az ágyú az előre dől. Ha az ágyút használja, komoly károkat okozhat ellenségeinek.

## Képességei
Kevernök képes halálos italokat főzni, bármilyen negatív anyagból. Pajzsával megvédi magát az ellenségtől. Egyiptomban, az Autobotok elleni harcban Kevernök (valószínűleg) nem foglalkozott vele, hogy meglőtték, mert pajzsa megvédte.